# Sant Pere del Burgal
Sant Pere del Burgal és un antic monestir benedictí romànic de l'àmbit del poble d'Escaló, en el terme municipal de la Guingueta d'Àneu, a la comarca del Pallars Sobirà. Pertany al territori de l'antic terme d'Escaló.
Les seves notables restes estan situades a l'esquerra de la Noguera Pallaresa i a la dreta del barranc de Sant Pere, a poc més d'un quilòmetre al sud-est d'Escaló, al peu del vessant sud-occidental del Roc del Gento.

## Història
Aquest monestir es troba esmentat per primer cop en un precepte del comte Ramon I de Tolosa, obtingut per l'abat Deligat l'any 859, en què li concedeix immunitat, alhora que demostra que aquest establiment estava ja consolidat; possiblement era una fundació del mateix comte Ramon. Posteriorment va quedar vinculat al monestir de Gerri, quan els dos únics monjos del Burgal, Eudes i Saborit, van integrar-se a aquesta abadia a causa de la decadència del lloc.
A partir d'aquest moment l'evolució del monestir és difícil de seguir a causa de l'existència de documents falsos, segurament confeccionats per demostrar els drets de Gerri en els litigis que va mantenir amb la important abadia de La Grassa (en francès, «Lagrasse»), al Llenguadoc-Rosselló. A mitjan segle x s'esmenta l'abadessa Ermengarda, filla del comte Isarn, quan el Burgal va esdevenir, per un curt període, un monestir femení.
En aquesta època depenia plenament de La Grassa, fet que fou confirmat pel comte Sunyer de Pallars el 1006. Tot i això, el monestir va continuar rebent la protecció de la casa comtal pallaresa i de la noblesa local, que anaven incrementant el seu patrimoni. Aquesta protecció es manifesta en tot el segle xi i té un exemple excepcional en la decoració pictòrica de l'absis on es retratà la comtessa Llúcia de la Marca, esposa d'Artau I de Pallars Sobirà com a protectora i potser hi hauria també el retrat del comte. La presència de retrats dels patrocinadors en època romànica és excepcional a Catalunya, llevat de les Valls d'Àneu.
Les tensions entre La Grassa i Gerri continuaren durant anys, fins a un acord del 1337 pel qual el lloc restava com a priorat de l'abadia del Rosselló, mentre que Gerri rebia diversos béns patrimonials del monestir. A causa de la seva decadència, fou secularitzat el 1570, i el 1770 va tornar a quedar vinculat a Gerri, pràcticament sense activitat. La desamortització de l'any 1835, en liquidar el monestir de Gerri, va confirmar la desaparició del priorat, reduït a simple capella.

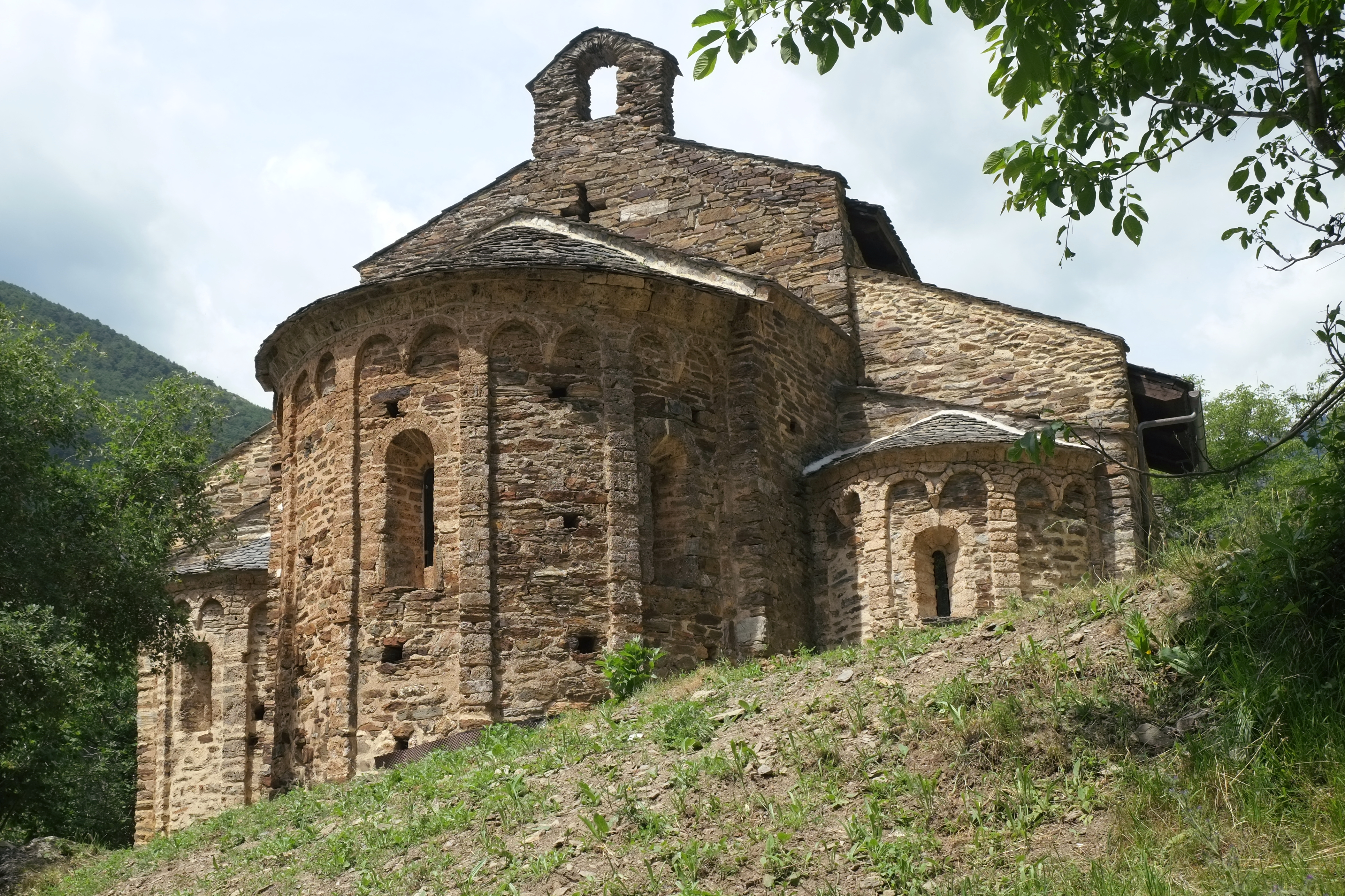
Un absis i dues absidioles a llevant que rematen les tres naus (2013)

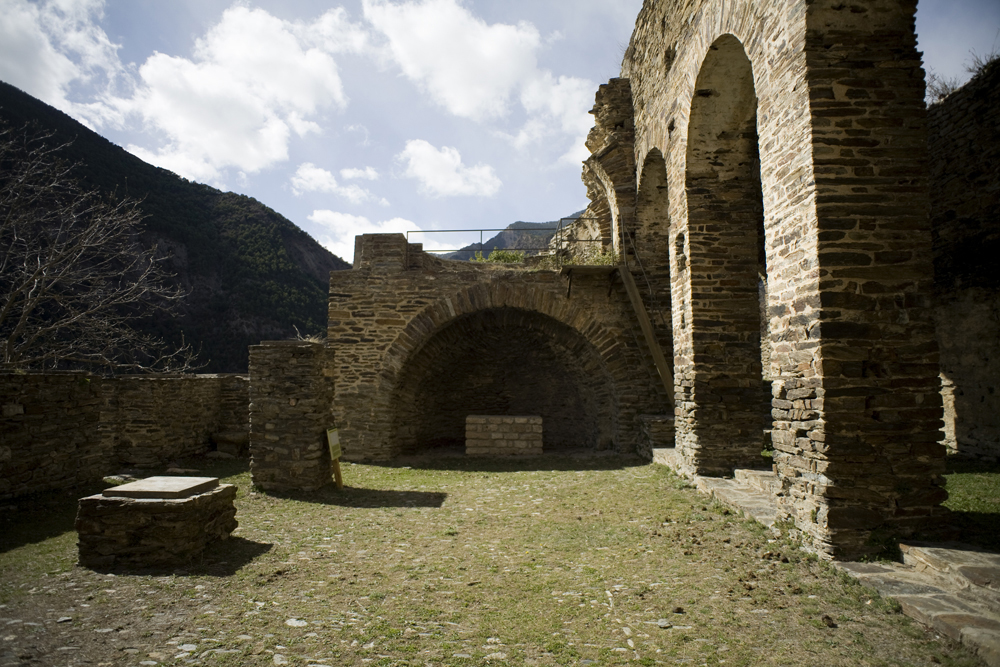
Nau central amb l'absis de ponent, solució arquitectònica singular i molt rara a Catalunya (2009)

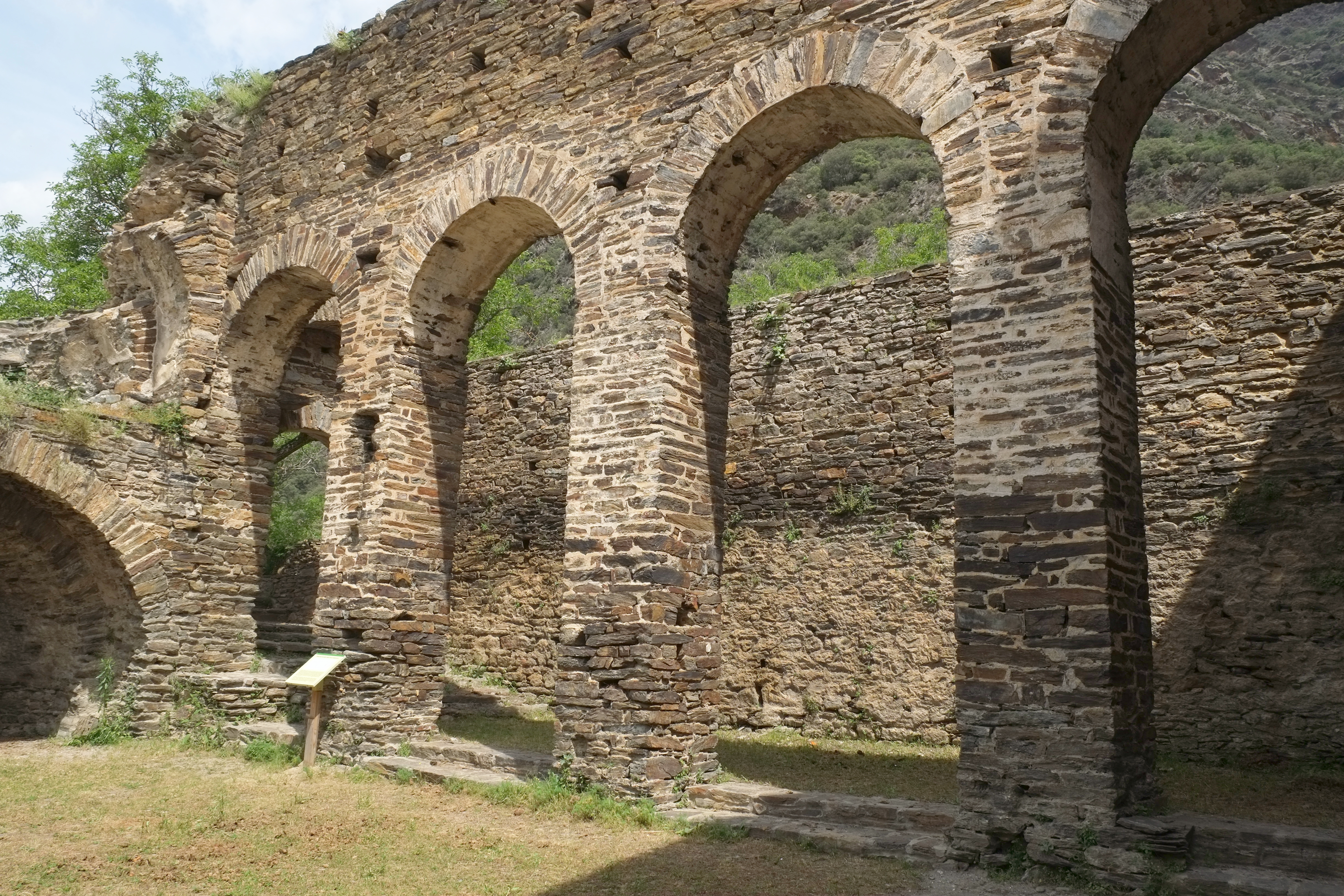
Nau de tramuntana amb els pilars de separació de la nau central i arcs formers (2013)

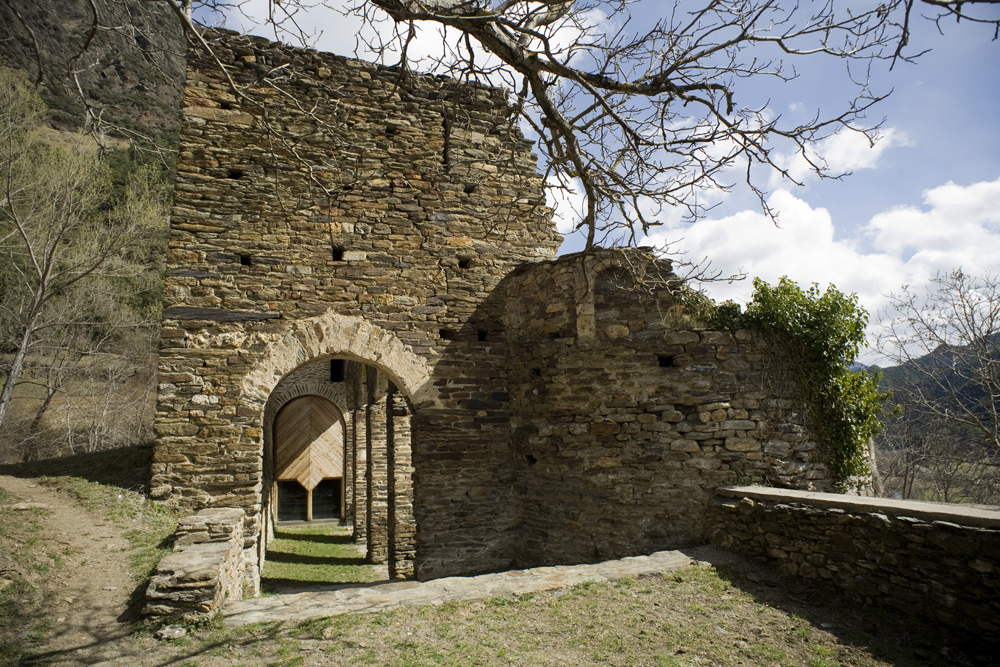
Porta d'entrada a l'església, situada a l'extrem de la nau esquerra. Absis de ponent vist des de l'exterior (2009)

## Edifici
L'edifici, del segle xi, va ser-ne edificat sobre un altre, documentat l'any 859. Consta de planta basilical de tres naus, la central de més alçada que les laterals, rematades amb un absis i dues absidioles, adornats a l'exterior amb arcs cecs i lesenes llombardes i contraabsis llis; a l'interior estan contraposats a la nau central, arquitectura que es donava en algunes construccions visigodes i mossàrabs. Sobre els arcs hi ha els forats que suportaven la coberta de fusta.
L'església del monestir fou edificada al segle xi. Les campanyes de neteja que s'hi han dut a terme recentment han posat al descobert tota la planta del temple, que era de tres naus i tenia la particularitat d'una doble capçalera, formada per tres absis a llevant i un al costat de ponent, en el qual s'ha trobat la base d'un altar. La capçalera de ponent és construïda a dos nivells, l'inferior contenia un altar i el superior un cor de fusta que s'allargava cap a l'interior de la nau principal. Les tres naus estaven separades per massissos pilars de base quadrada, que sostenien arcs formers (en resten els de la nau de tramuntana), i una coberta que devia ser d'encavallades de fusta. Fora dels absis de llevant, que presenten sèries de dues arcuacions separades per lesenes, l'exterior era mancat de qualsevol tipus de decoració. La porta principal d'accés a l'església és situada a la façana de ponent de la nau lateral nord. Hi ha vestigis de dues portes més situades a la façana sud. Les finestres de la capçalera de llevant són les més usuals en edificis de la seva època. De doble esqueixada, una en cada absidiola i tres a l'absis central i una finestra en creu que il·luminava la nau central. En el curs dels treballs d'exploració arqueològica es va descobrir un paviment de còdols estès per tota l'església, formant decoracions geomètriques a la nau central, especialment en el sector presbiteral.
De la resta de dependències monàstiques n'han estat excavats els fonaments. Les restes de l'església han estat habilitades com a capella de Sant Pere, en tancar l'absis central i el primer tram de la nau. El 1997 es dugueren a terme un conjunt d'actuacions amb l'objectiu de restaurar, rehabilitar i consolidar el conjunt arquitectònic.
La restauració es va executar en el període comprés entre l'agost 2012 al juliol 2013 i va tenir una inversió de 130.000 euros. Va consistir en la neteja i esbrossada de l'entorn i reparació del mur ensorrat en el camí d'accés; la construcció de drenatge perimetral; millora d'accés al monestir; reparació de parets de pedra malmeses; instal·lació de baranes de protecció, paviments i escales; arranjament de les cobertes de les absidioles, amb llosa de recuperació; tancament d'obertures amb vidres laminars que permetin la ventilació i tractament de la fusteria exterior; actuació en l'absis de ponent (eliminació de l'escala i la plataforma i del muret que fa de barana); enderroc de pilar i taula, desmuntatge de pedestal i enretirada de vitrina, enretirada de males herbes, repàs de cobertes i rejuntat de l'esquerda de l'absidiola i col·locació de testimonis i restauració de les pintures murals de l'absis.

## Pintures
Les pintures murals originals dels absis es troben al Museu Nacional d'Art de Catalunya a Barcelona; estan datades entre 1080 i 1090 i s'atribueixen al mestre de Pedret. Representen el Pantocràtor entre els arcàngels Miquel i Gabriel i adorat per dos sants. Entre les finestres hi ha la Mare de Déu portant un calze, a la seva dreta sant Pere i a l'esquerra sant Joan Baptista i sant Pau. A la part inferior es conserva la pintura d'una dama amb una inscripció que es pot llegir: «...cia conmitesa», que correspondria a la comtessa Llúcia de la Marca, benefactora del monestir, casada amb Artau I de Pallars Sobirà el 1085; d'aquí sorgeix la datació de les pintures. Al temple se n'han col·locat unes reproduccions.

## Sant Pere del Burgal en la literatura
El novel·lista català contemporani Jaume Cabré situa a Sant Pere del Burgal una part de l'acció de la seva novel·la del 2011 Jo confesso.